# Arthrogorgia ijimai
Arthrogorgia ijimai är en korallart som först beskrevs av Sôichirô Kinoshita 1907.  Arthrogorgia ijimai ingår i släktet Arthrogorgia och familjen Primnoidae. Inga underarter finns listade i Catalogue of Life.